# Mùa bão Tây Bắc Thái Bình Dương 2016
Mùa bão Tây Bắc Thái Bình Dương 2016 là sự kiện mà các xoáy thuận nhiệt đới hoạt động ở khu vực phía tây bắc của Thái Bình Dương. Mùa bão này kéo dài suốt năm 2016. Các xoáy thuận hình thành ở khu vực này đều được đặt tên bởi Cục Khí tượng Nhật Bản JMA. Nepartak là cơn bão đầu tiên được đặt tên vào ngày 3 tháng 7 trở thành thời điểm muộn thứ hai trong lịch sử có một cơn bão trên Tây bắc Thái Bình Dương được đặt tên chính thức. Thời điểm này cũng đã cân bằng kỷ lục 199 ngày không có bão trên khu vực này được thiết lập từ ngày 23 tháng 12 năm 1997 đến 7 tháng 7 năm 1998. 
Đây là mùa bão bắt đầu khá muộn với cơn áp thấp nhiệt đới hình thành vào ngày 25 tháng 5 với một áp thấp nhiệt đới trên biển Đông. Cơn bão cuối cùng là Nock-ten, tan ngày 28 tháng 12. Mặc dù bắt đầu muộn do ảnh hưởng của đợt El Niño mạnh nhất lịch sử 2014-2016, nhưng do ở vào thời kỳ trung tính và sau đó chuyển pha sang La Niña yếu vào cuối tháng 9 năm 2016, nên mùa bão ở Tây Bắc Thái Bình Dương năm 2016 hoạt động rất mạnh với 50 áp thấp nhiệt đới (trong đó có 1 cơn không chính thức do hoàn lưu bão Aere suy yếu mạnh lên trở lại) - nhiều hơn trung bình nhiều năm. Trong đó có 26 cơn bão, với 13 cơn cuồng phong và 6 siêu bão. Hai cơn bão mở đầu và cuối mùa bão là Nepartak và Nock-ten đều đạt ngưỡng siêu bão. Mùa bão năm 2016 được xem là có diễn biến gần giống mùa bão 1983.

## Tóm lược
Đầu tháng 7, bão Nepartak đổ bộ vào Đài Loan và Trung Quốc gây thiệt hại 1,5 tỷ USD. Cuối tháng 7 năm 2016, bão Mirinae bất ngờ bùng nổ cường độ (cấp 10-11 giật cấp 13) ngay sát ven biển Đồng bằng Bắc Bộ rồi đổ bộ vào Nam Định-Ninh Bình, quần thảo lâu trên đất liền gây thiệt hại rất nặng nề cho miền Bắc (289 triệu USD); trước đó cũng gây thiệt hại cho đảo Hải Nam (45 triệu USD). Sau đó, bão Nida đi vào biển Đông rồi đổ bộ Trung Quốc, gây mưa lũ cho vùng núi phía Bắc VN, nhưng thiệt hại nhỏ hơn nhiều so với Mirinae. Sang tháng 8, mùa bão bắt đầu bùng nổ với 7 cơn bão phần lớn tác động đến Nhật Bản (trừ Dianmu), trong đó Chanthu, Lionrock, Kompasu là 3 cơn bão đã đổ bộ vào Hokkaido, Nhật Bản lần đầu tiên kể từ năm 1951. Bão Lionrock còn gây lũ lụt ở Triều Tiên. Sang tháng 9, bão bắt đầu hoạt động rất mạnh. Bão Meranti đã trở thành một trong 3 cơn bão có sức gió mạnh nhất thế kỷ 21 (315 km/h trong 1 phút, áp suất 890hPa), ngoài ra là cơn bão cấp 5 thứ 3 và cơn bão có sức gió mạnh nhất (285 km/h giật 360 km/h) trên biển Đông. Bão Megi đạt cường độ mạnh nhất trên đảo Đài Loan. Cả hai cơn đều đổ bộ vào Phúc Kiến TQ, gây thiệt hại lên đến 3,6 tỷ USD. Bão Malakas tác động đến Đài Loan, Nhật Bản gây thiệt hại khá lớn. Bão Rai là một cơn bão yếu nhưng gây lũ lụt ở Bắc Trung Bộ và Trung Trung Bộ vào trung tuần tháng 9/2016. Bão Chaba là cơn bão mạnh nhất đổ bộ vào Trung Quốc kể từ sau bão Sanba năm 2012.
Khi La Nina bắt đầu hoạt động vào tháng 10 năm 2016, tác động của bão và ATNĐ đến các nước trong vùng TBTBD bắt đầu có sự thay đổi rõ rệt. Bão Aere có quỹ đạo phức tạp do tác động của KKL trên biển Đông, tan rồi hồi sinh thành 1 ATNĐ không chính thức đổ bộ vào Huế gây lũ lớn ở Bắc Trung Bộ, một số nơi đạt mức lịch sử và gây thiệt hại tổng cộng 2500 tỷ đồng (112 triệu USD). Bão Sarika và Haima tác động liên tiếp đến Philippines và Nam Trung Quốc gây thiệt hại lớn. Sang tháng 11 và 12, 2 ATNĐ và hoàn lưu sau bão Tokage gây ra các đợt mưa lũ lịch sử ở miền Trung VN và gây thiệt hại rất lớn về mọi mặt cho khu vực này. Đến cuối tháng 12, bão Nock-ten trở thành cơn bão mạnh nhất vào thời điểm Giáng sinh trước khi đổ bộ vào Philipines. Sau đó, tên bão Meranti, Sarika, Haima, Nock-ten bị khai tử vì gây thiệt hại lớn.

### Việt Nam
Tại Việt Nam, năm 2016 đã có tổng cộng 18 cơn bão và ATNĐ, nhiều hơn hẳn TBNN, đứng thứ ba sau năm 2013 (về số lượng, thua 1 cơn) và 2017 (thua 4 cơn) và vượt qua năm 1964 (17 cơn), trong đó số bão hoạt động là 10 cơn (hơn TBNN 1 cơn) và 8 ATNĐ (nhiều hơn hẳn so với TBNN), nguyên nhân do La Nina hoạt động vào 3 tháng cuối năm nên bão, ATNĐ xuất hiện dồn dập trong khoảng thời gian này. Số bão ảnh hưởng trực tiếp là 4 cơn (ngoài ra còn bão số 6 hồi sinh nhưng chỉ tính là ATNĐ) tập trung ở ven biển Bắc Bộ. Còn số ATNĐ ảnh hưởng trực tiếp là 3 cơn (tính cả ATNĐ do bão số 6 hồi sinh) tập trung ở Trung Bộ.

## Các cơn bão

### Áp thấp nhiệt đới 01W
Cấp bão (Việt Nam): cấp 6 - ATNĐ.
Cấp bão (Nhật Bản): 25 kts - ATNĐ. Áp suất 1000 mbar (hPa)
Cấp bão (Hoa Kỳ): 25 kts - ATNĐ.
Đây là ATNĐ đầu tiên của mùa bão Tây Bắc Thái Bình Dương 2016 sau 5 tháng vắng lặng do chịu tác động của El Niño, đánh dấu mùa bão bắt đầu muộn thứ năm trong lịch sử (kể từ khi có ảnh vệ tinh) sau các năm 1973, 1983, 1984 và 1998. Và đó cũng là xoáy thuận đầu tiên của mùa mưa bão tại Việt Nam 2016.
Áp thấp nhiệt đới này đổ bộ vào Quảng Đông, Trung Quốc chiều tối 27/5 và tan ngay sau đó, ảnh hưởng đến Hồng Kông và Macau. Trung tâm Cảnh báo Bão Liên hợp ban đầu chỉ công nhận đây là vùng áp thấp 90W, nhưng vào tháng 6 năm 2016, cơ quan này đã công nhận đây là áp thấp nhiệt đới và đặt số hiệu 01W.

### Áp thấp nhiệt đới JMA TD 02
Cấp bão (Việt Nam): cấp 6 - ATNĐ.
Cấp bão (Nhật Bản): 30 kts - ATNĐ. Áp suất 1006 mbar (hPa)
Cấp bão (Hoa Kỳ): 20 kts - vùng áp thấp.
Đây là áp thấp nhiệt đới thứ 2 trên biển Đông và vùng Tây Bắc Thái Bình Dương trong năm 2016. Dù đã chính thức suy yếu từ ngày 25 tháng 6 nhưng hoàn lưu của nó vẫn còn tồn tại dai dẳng đến ngày 27 tháng 6 và gây mưa cho miền Trung và miền Nam Việt Nam.

### Áp thấp nhiệt đới Ambo
Cấp bão (Việt Nam): cấp 6 - ATNĐ.
Cấp bão (Philippines): 30 kts - ATNĐ.
Cấp bão (Nhật Bản): 30 kts - ATNĐ. Áp suất 1002 mbar (hPa)
Cấp bão (Hoa Kỳ): 20 kts - vùng áp thấp.
Đây là xoáy thuận đầu tiên được đặt tên trong mùa bão Tây Bắc Thái Bình Dương 2016 (mặc dù chỉ là tên địa phương của Philippines – Ambo). Đây cũng là áp thấp nhiệt đới thứ 3 liên tiếp trên biển Đông và Tây Bắc Thái Bình Dương trong năm 2016. 

### Bão Nepartak (Butchoy)
Cấp bão (Việt Nam): 213 km/h (cấp 17) – Siêu bão
Cấp bão (Nhật Bản): 205 km/h - Bão cuồng phong. Áp suất 900 mbar (hPa)
Cấp bão (Hoa Kỳ): 285 km/h – Siêu bão cấp 5
Cấp bão (Đài Loan): 210 km/h (58 m/s) - bão mạnh
Cấp bão (Hàn Quốc): 210 km/h (59 m/s) - siêu bão
Cấp bão (Hồng Công):  230 km/h - siêu bão
Cấp bão (Macau): 212 km/h - Bão cuồng phong
Cấp bão (Philippines): 220 km/h - Bão cuồng phong
Cấp bão (Thái Lan): 215 km/h  - bão cuồng phong
Cấp bão (TRung): 245 km/h (68 m/s) - siêu bão
Dvorak: T7.7
Được đặt tên ngày 3/7, thời điểm trên trở thành thời điểm muộn thứ hai trong lịch sử có một cơn bão trên Tây bắc Thái Bình Dương được đặt tên chính thức. Với thời gian 199 ngày không có bão (từ 18/12/2015 đến 2/7/2016) thời điểm này cũng đã cân bằng kỷ lục 199 ngày không có bão trên khu vực này được thiết lập từ ngày 23/12/1997 đến 7/7/1998.

### Áp thấp nhiệt đới 03W
Cấp bão (Nhật Bản): 30kts – ATNĐ. Áp suất 1006 mBar (hPa)
Cấp bão (Hoa Kỳ): 25kts – ATNĐ.

### Bão Lupit
Cấp bão (Nhật Bản): 75 km/h – bão nhiệt đới. Áp suất 1000 hPa (mBar)
Cấp bão (Đài): 65 km/h (18 m / s) - bão yếu
Cấp bão (Hàn): 70 km/h (19 m / s) - bão nhiệt đới
Cấp bão (HongKong): 75 km/h - bão nhiệt đới
Cấp bão (Thái): 75 km/h  -bão nhiệt đới
Cấp bão (Trung): 65 km/h (18 m / s) - bão nhiệt đới
Cấp bão (Hoa Kỳ): 75 km/h – bão nhiệt đới.
Dvorak: T4.5

### Bão Mirinae - Bão số 1
Cấp bão (Việt Nam): cấp 12 - bão cuồng phong (sau đánh giá lại vào quý I/2017, trước đó khi dự báo thì VN là cấp 9~10 (90 km/h), giật cấp 11-13).
Cấp bão (Nhật Bản): 55 kts - bão nhiệt đới dữ dội. Áp suất 980 hPa (mBar)
Cấp bão (Hoa Kỳ): 65 kts - bão cuồng phong cấp 1.
Cấp bão (Đài): 90 km/h (25 m/s) - bão yếu
Cấp bão (HongKong): 90 km/h - bão nhiệt đới dữ dội
Cấp bão (Hàn): 85 km/h (24 m/s) - bão nhiệt đới
Cấp bão (Macau): 79 km/h  - bão nhiệt đới
Cấp bão (Thái): 95 km/h (50kts) - bão nhiệt đới
Cấp bão (Trung): 110 km/h (30 m/s) - bão nhiệt đới mạnh
Dvorak: T5.0
- Đây là cơn bão đầu tiên trong năm ở Việt Nam của năm 2016,[14], khi vào gần bờ mạnh lên cấp 12 giật cấp 15[13], di chuyện chậm, quần thảo suốt nhiều giờ tại các tỉnh Đồng bằng Bắc Bộ (trong đó có cả Hà Nội), gây gió mạnh cấp 6-11, gió giật mạnh cấp 11-15 (ở Ba Lạt (Giáp ranh Thái Bình-Nam Định) gió giật 47 m/s (cấp 15), thành phố Ninh Bình giật 40 m/s (cuối cấp 13), Văn Lý giật cấp 13[15]) Sau khi đi vào phía Bắc tỉnh Ninh Bình bão hầu như ít dịch chuyển, nửa nằm trên đất liền nửa nằm trên biển, nên vẫn rất mạnh, sau chuyển hướng Tây Bắc đi qua Hà Nam, Hà Nội rồi suy yếu và gây thiệt hại rất nặng nề (6442 tỷ đồng). Các trung tâm cảnh báo bão lớn đều đánh giá không đúng cường độ bão vào thời điểm đó, chính vì thiệt hại do bão lớn mà về sau khi đánh giá lại thì Nhật Bản nâng sức gió lên 100 km/h (cấp 10~11) và Mỹ cho lên bão cuồng phong cấp 1 (120 km/h), điều đặc biệt là bão đạt cấp 1 ngay trên khu vực thành phố Ninh Bình (dựa vào dữ liệu đường đi chuẩn của JTWC, JMA và NCHMF).

### Bão Nida (Carina) - Bão số 2
Cấp bão (Việt Nam): 126 km/h (cấp 12) – bão cuồng phong.
Cấp bão (Nhật Bản): 60kts – bão nhiệt đới dữ dội. Áp suất 975 hPa (mbar)
Cấp bão (Hoa Kỳ): 80kts – bão cuồng phong cấp 1.
Cấp bão (Đài): 120 km/h (33 m/s) - bão nhiệt đới trung bình
Cấp bão (HongKong): 130 km/h - bão cuồng phong
Cấp bão (Hàn): 135 km/h (37 m/s) - bão mạnh
Cấp bão (Macau): 130 km/h  - bão cuồng phong
Cấp bão (Thái): 120 km/h (65kts) - bão cuồng phong
Cấp bão (Trung): 135 km/h (38 m/s) - bão cuồng phong
Cấp bão (Phillippines): 105 km/h - bão nhiệt đới dữ dội.
Dvorak: T5.4
Bão Nida dù mạnh nhưng nhìn chung không gây thiệt hại nặng như bão Mirinae trước đó.

### Bão Omais
Cấp bão (Nhật Bản): 60kts – bão nhiệt đới dữ dội. Áp suất 975 hPa (mbar)
Cấp bão (Hoa Kỳ): 60kts – bão CP cấp 1
Cấp bão (Hàn): 105 km/h (29 m/s) - bão nhiệt đới trung bình
Cấp bão (Đài): 110 km/h (30 m/s) – bão nhiệt đới trung bình
Cấp bão (HongKong): 105 km/h – bão nhiệt đới dữ dội
Cấp bão (Trung): 110 km/h (30 m/s) – bão nhiệt đới dữ dội
Dvorak: T4.9

### Bão Conson
Cấp bão (Nhật Bản): 45kts – bão nhiệt đới. Áp suất 985 hPa (mbar)
Cấp bão (Hoa Kỳ): 50kts – bão nhiệt đới
Cấp bão (Hàn): 95 km/h (27 m/s) - bão nhiệt đới trung bình
Cấp bão (Đài): 90 km/h (25 m/s) – bão nhiệt đới trung bình
Cấp bão (HongKong): 85 km/h – bão nhiệt đới
Cấp bão (Thái): 50kts (95 km/h) - bão nhiệt đới
Cấp bão (Trung): 100 km/h (28 m/s) – bão nhiệt đới dữ dội
Dvorak: T4.5

### Bão Chanthu
Cấp bão (Nhật Bản): 55kts – bão nhiệt đới dữ dội. Áp suất 980 hPa (mbar)
Cấp bão (Hoa Kỳ): 45kts – bão nhiệt đới
Cấp bão (Hàn): 95 km/h (27 m/s) - bão nhiệt đới trung bình
Cấp bão (Đài): 90 km/h (25 m/s) – bão nhiệt đới trung bình
Cấp bão (HongKong): 85 km/h – bão nhiệt đới
Cấp bão (Macua): 92 km/h - bão nhiệt đới dữ dội
Cấp bão (Thái): 55kts (100 km/h) - bão nhiệt đới
Cấp bão (Trung): 85 km/h (23 m/s) – bão nhiệt đới
Dvorak: T4.8

### Bão Dianmu - Bão số 3
Cấp bão (Việt Nam): 83 km/h (Cấp 9) – bão nhiệt đới.
Cấp bão (Nhật Bản): 40kts – bão nhiệt đới. Áp suất 980 hPa (mbar)
Cấp bão (Hoa Kỳ): 40kts – bão nhiệt đới
Cấp bão (Đài): 85 km/h (23 m/s) - bão nhiệt đới trung bình
Cấp bão (Hàn): 85 km/h (24 m/s) – bão nhiệt đới
Cấp bão (HongKong): 85 km/h – bão nhiệt đới
Cấp bão (Macau): 65 km/h - bão nhiệt đới
Cấp bão (Thái): 40kts (75 km/h) - bão nhiệt đới
Cấp bão (Trung): 90 km/h (23 m/s) – bão nhiệt đới dữ dội
Dvorak: T4.7
- Dianmu thực ra chỉ là một cơn bão yếu, chỉ mạnh cấp 8-9 giật cấp 11-12 (theo Hồng Kông, Mỹ, Nhật) nhưng NCHMF lại cho rằng bão mạnh cấp 10 giật cấp 12. Cơn bão mạnh ở chỉ số áp suất, do hình thành vĩ độ cao, nước biển nóng 31 độ C bốc hơi mạnh, tích tụ ẩm lớn khiến cho hoàn lưu mây bão rất dày và rộng, từ đó mà chỉ số áp suất thấp đến 980mBar dù sức gió chỉ ở cấp 8-9. Sau khi đi vào Nam Hải Phòng, cơn bão suy yếu nhanh nhưng gây mưa rất lớn ở Bắc Bộ- Bắc Trung Bộ. Thiệt hại do gió bão không lớn, nhưng mưa lũ sau bão gây thiệt hại đáng kể ở các tỉnh vùng núi phía Bắc.

### Bão Mindulle
Cấp bão (Nhật Bản):65 kts – bão cuồng phong. Áp suất 975 hPa (mbar)
Cấp bão (Hoa Kỳ): 65kts – bão CP cấp 1
Cấp bão (Đài): 120 km/h (33 m/s) - bão nhiệt đới trung bình
Cấp bão (Hàn): 95 km/h (27 m/s) – bão nhiệt đới trung bình
Cấp bão (HongKong): 110 km/h – bão nhiệt đới dữ dội
Cấp bão (Macau): 121 km/h - bão cuồng phong
Cấp bão (Thái): 65kts (120 km/h) - bão cuồng phong
Cấp bão (Trung): 110 km/h (23 m/s) – bão nhiệt đới dữ dội
Dvorak: T5.0
Hải quân Mỹ về sau cũng nâng bão lên cấp 1 để tương xứng với sức mạnh thực của nó.

### Bão Lionrock (Dindo)
Cấp bão (Nhật Bản):90 kts – bão cuồng phong. Áp suất 940 hPa (mbar)
Cấp bão (Hoa Kỳ): 120kts – bão cuồng phong cấp 4.
Cấp bão (Đài): 160 km/h (45 m/s) - bão cuồng phong trung bình
Cấp bão (Hàn): 170 km/h (47 m/s) – siêu bão
Cấp bão (HongKong): 175 km/h – bão mạnh
Cấp bão (Macau): 167 km/h - bão cuồng phong
Cấp bão (Thái): 90kts (165 km/h) - bão cuồng phong
Cấp bão (Trung): 185 km/h (52 m/s) – siêu bão
Cấp bão (Phillippines): 160 km/h - bão cuồng phong.
Dvorak: T6.5

Chanthu, Kompasu và Lionrock là ba cơn bão đổ bộ vào vùng Tohoku của Nhật Bản trong tháng 8, lần đầu tiên kể từ năm 1951.

### Bão Kompasu
Cấp bão (Nhật Bản):35 kts – bão nhiệt đới. Áp suất 994 hPa (mbar)
Cấp bão (Hoa Kỳ): 40kts – bão nhiẹt đới.
Cấp bão (Đài): 65 km/h (18 m/s) - bão yếu
Cấp bão (Hàn): 75 km/h (21 m/s) – bão nhiệt đới
Cấp bão (HongKong): 65 km/h – bão nhiệt đới
Cấp bão (Macau): 65 km/h - bão nhiệt đới
Cấp bão (Thái): 35kts (65 km/h) - bão nhiệt đới
Cấp bão (Trung): 65 km/h (18 m/s) – bão nhiệt đới
Dvorak: T3.9

### Bão nhiệt đới 14W
Cấp bão (Nhật Bản): 30kts – áp thấp nhiệt đới. Áp suất 1000 hPa (mbar)
Cấp bão (Hoa Kỳ):35kts – bão nhiệt đới.

### Bão Namtheun (Enteng)
Cấp bão (Nhật Bản):70 kts – bão cuồng phong. Áp suất 955 hPa (mbar)
Cấp bão (Hoa Kỳ): 100kts – bão cuồng phong cấp 3
Cấp bão (Đài Loan): 155 km/h (43 m/s) - bão cuồng phong trung bình
Cấp bão (Hàn Quốc): 140 km/h (39 m/s) - bão mạnh
Cấp bão (Hồng Công):  155 km/h - bão mạnh
Cấp bão (Macau): 139 km/h - Bão cuồng phong
Cấp bão (Philippines): 100 km/h - Bão nhiệt đới dữ dội
Cấp bão (Thái Lan): 140 km/h (75kts)  - bão cuồng phong
Cấp bão (Trung): 175 km/h (48 m/s) - bão mạnh
Dvorak: T5.7

### Bão Malou
Cấp bão (Nhật Bản):40 kts – bão NĐ. Áp suất 1000 hPa (mbar)
Cấp bão (Đài Loan): 65 km/h (18 m/s) - bão yếu
Cấp bão (Hàn Quốc): 70 km/h (19 m/s) - bão nhiệt đới
Cấp bão (Hồng Công):  55 km/h - ATNĐ
Cấp bão (Macau): 75 km/h - Bão nhiệt đới
Cấp bão (Thái Lan): 75 km/h (40kts)  - bão nhiệt đới
Cấp bão (Trung Quốc): 70 km/h (19 m/s) - bão nhiệt đới
Hoa Kỳ không công nhận Malou là một cơn bão hay áp thấp nhiệt đới, mà chỉ được đánh số hiệu là vùng thấp 96W hoạt động từ ngày 4 - 7/9/2016.

### Bão Meranti (Ferdie) - bão số 5
Cấp bão (Việt Nam): 222 km/h (cấp 18) – siêu bão.
Cấp bão (Nhật Bản):120 kts – bão cuồng phong. Áp suất: 890 hPa (mbar)
Cấp bão (Hoa Kỳ): 170 kts – bão cuồng phong cấp 5.Áp suất 887 hPa(mbar)
Cấp bão (Đài Loan): 215 km/h (60 m/s) - siêu bão
Cấp bão (Hàn Quốc): 220 km/h (61 m/s) - siêu bão
Cấp bão (Hồng Công):  240 km/h - siêu bão
Cấp bão (Macau): 227 km/h - Bão cuồng phong
Cấp bão (Philippines): 220 km/h - Bão cuồng phong
Cấp bão (Thái Lan): 220 km/h (120kts)  - bão cuồng phong
Cấp bão (Trung): 250 km/h (70 m/s) - siêu bão
Dvorak: T7.9
Bão đầu tiên có khí áp thấp nhất kể từ sau siêu bão Megi năm 2010 và sức gió cao nhất kể từ sau siêu bão Haiyan năm 2013.
Tại các đảo của Philippines, trạm Basco (tỉnh Bantanes) trước khi bị phá hủy đo được gió duy trì 10 phút mạnh nhất đạt 40 m/s (144 km/h), giật tới 70 m/s (252 km/h) áp suất mực nước biển thấp nhất quan trắc được xác nhận là 935,4 hPa. Trạm tbayat (tỉnh Bantanes) trước khi bị phá hủy đo được gió duy trì trong 10 phút đạt 50 m/s (180 km/h) và áp suất mực nước biển thấp nhất đạt 933,6 hPa.
Bão Meranti đổ bộ vào Phúc Kiến (Trung Quốc), gây gió giật phổ biến từ 40-60 m/s. Trạm khí tượng cao 41m so với mực nược biển ở Cầu Vụ Nguyên (thành phố Hạ Môn, tỉnh Phúc Kiến) quan trắc được sức gió duy trì trong 10 phút mạnh nhất đạt 51,0 m/s (184 km/h) và gió giật 66,1 m/s (238 km/h). Đảo Đại Bạch (thành phố Tuyền Châu, tỉnh Phúc Kiến) quan trắc được gió duy trì trong 10 phút mạnh nhất đạt 47,3 m/s (170 km/h) giật tới 62,2 m/s (224 km/h). Áp suất mực nước biển thấp nhất quan trắc được khi bão đổ bộ vào Phúc Kiến là 949,7 hPa.

### Áp thấp nhiệt đới 17W
Cấp bão (Hoa Kỳ): 35kts – bão NĐ, áp suất 1008hPa (mBar). JMA không công nhận đây là ATNĐ.

### Bão Rai - Bão số 4
Cấp bão (Việt Nam): 65 km/h (cấp 8) – bão nhiệt đới.
Cấp bão (Nhật Bản):35 kts – bão nhiệt đới. Áp suất 996 hPa (mbar)
Cấp bão (Hoa Kỳ): 30kts – áp thấp nhiệt đới.
Cấp bão (Đài Loan): 65 km/h (18 m/s) - bão yếu
Cấp bão (Hàn Quốc): 70 km/h (20 m/s) - bão nhiệt đới
Cấp bão (Hồng Công):  55 km/h - ATNĐ
Cấp bão (Macau): 65 km/h - Bão nhiệt đới
Cấp bão (Thái Lan): 65 km/h (35kts)  - bão nhiệt đới
Cấp bão (Trung): 65 km/h (18 m/s) - bão nhiệt đới
Dvorak: T4.3

### Bão Malakas (Gener)
- Cấp bão (Nhật Bản): 95kts – bão cuồng phong.  Áp suất: 935hPa
- Cấp bão (Hoa Kỳ): 125kts – bão cuồng phong cấp 4.
- Cấp bão (Philippines): bão cuồng phong.
- Cấp bão (Thái): 95kts - bão cuồng phong
- Cấp bão (Đài): 45 m/s (160 km/h) - bão cuồng phong TB
- Cấp bão (Trung): 50 m/s (180 km/h) - bão cuồng phong mạnh
- Cấp bão (Hàn): 49 m/s (175 km/h) - siêu bão
- Cấp bão (HKO): 175 km/h - bão cuồng phong mạnh
- Cấp bão (Macau): 176 km/h - bão cuồng phong
- Dvorak: T6.4

### Bão Megi (Helen)
- Cấp bão (Việt Nam): Cấp 14 – bão cuồng phong.
- Cấp bão (Nhật Bản): 85kts – bão cuồng phong. Khí áp: 945hPa
- Cấp bão (Hoa Kỳ): 115kts – bão cuồng phong cấp 4.
- Cấp bão (Philippines): 160 km/h - bão cuồng phong.
- Cấp bão (Đài): 45 m/s (160 km/h) - bão cuồng phong TB
- Cấp bão (Trung): 52 m/s (185 km/h) - siêu bão
- Cấp bão (HKO): 175 km/h - bão cuồng phong mạnh
- Cấp bão (Macau): 160 km/h - bão cuồng phong
- Cấp bão (Hàn): 45 m/s (160 km/h) - siêu bão
- Dvorak: T6.3

### Bão Chaba (Igme)
- Cấp bão (Nhật Bản): 115 kts – bão cuồng phong. Áp suất: 905 mbar (hPa)
- Cấp bão (Hoa Kỳ): 150 kts – siêu bão cuồng phong cấp 5
- Cấp bão (Đài Loan): 55 m/s (200 km/h) - siêu bão
- Cấp bão (Hàn Quốc): 180 km/h (50 m/s) - siêu bão
- Cấp bão (Hồng Kông): 220 km/h - siêu bão
- Cấp bão (Macau): 212 km/h - bão cuồng phong
- Cấp bão (Philippines): 195 km/h - bão cuồng phong
- Cấp bão (Thái Lan): 215 km/h (115kts) - bão cuồng phong
- Cấp bão (Trung Quốc): 215 km/h (60 m/s) - siêu bão
- Dvorak: T7.2

Bão đầu tiên đổ bộ Hàn Quốc kể từ bão Sanba năm 2012.

### Bão Aere (Julian) - Bão số 6
- Cấp bão (Việt Nam): cấp 10 (102 km/h) - bão nhiệt đới dữ dội.
- Cấp bão (Nhật Bản): 60kts – bão NĐ dữ dội. Áp suất: 975hPa
- Cấp bão (Hoa Kỳ): 55kts – bão NĐ.
- Cấp bão (Đài): 110 km/h (30 m/s) - bão nhiệt đới dữ dội
- Cấp bão (Hàn): 105 km/h (29 m/s) - bão nhiệt đới dữ dội
- Cấp bão (HK): 85 km/h - bão NĐ
- Cấp bão (Macau): 79 km/h - bão NĐ
- Cấp bão (Philippines): 105 km/h - bão NĐ dữ dội.
- Cấp bão (TQ): 100 km/h (28 m/s) - bão NĐ dữ dội
- Dvorak: T5.0

Bão Aere có quỹ đạo phức tạp, suy yếu thành 1 vùng áp thấp vào ngày 10/10, tuy nhiên vùng thấp này vẫn hoạt động và trôi dạt về phía Tây Nam, đến vùng biển Quảng Trị - Quảng Ngãi nó đã hồi sinh lại thành ATNĐ, rồi đổ bộ vào Huế đêm 13/10 gây mưa lũ lớn ở miền Trung VN, một số nơi đạt giá trị lịch sử (Đồng Hới 747mm)
Sau khi đánh giá lại cường độ, Mỹ cho rằng Aere vào ngày 13/10 (lúc đó, VN cho là ATNĐ cấp 7) đã đạt cường độ bão nhiệt đới yếu trên vùng biển ven bờ Quảng Trị-Đà Nẵng.

### Bão Songda
- Cấp bão (Nhật Bản): 100kts – bão cuồng phong. Áp suất: 925hPa (mbar)
- Cấp bão (Hoa Kỳ): 130kts – siêu bão cấp 4
- Cấp bão (Đài): 175 km/h (48 m/s) - bão cuồng phong dữ dội
- Cấp bão (Hàn): 175 km/h (48 m/s) - siêu bão
- Cấp bão (Macau): 185 km/h - bão cuồng phong
- Cấp bão (HK): 185 km/h - bão cuồng phong
- Cấp bão (Phi): 175 km/h - bão cuồng phong
- Cấp bão (TQ): 175 km/h (48 m/s) - bão cuồng phong dữ dội
- Dvorak: T6.5

### Bão Sarika (Karen) - Bão số 7
Cấp bão (VN): Cấp 15 – bão cuồng phong.
Cấp bão (Nhật Bản): 95kts - bão CP. Áp suất 935 hPa (mbar)
Cấp bão (Hoa Kỳ): 115kts - bão CP cấp 4.
Cấp bão (Philippines): bão CP.
Bão được xem là trái mùa ảnh hưởng trực tiếp đến Bắc Bộ, tuy nhiên nó đã suy yếu thành ATNĐ và đổ bộ Quảng Tây, sượt biên giới với Móng Cái. Do gây thiệt hại lớn ở Philippines và Nam Trung Quốc, tên bão bị khai tử.

### Bão Haima (Lawin) - Bão số 8
Cấp bão (Việt Nam): 215 km/h- Cấp 17- siêu bão
Cấp bão (Nhật Bản): 115kts - bão CP. Áp suất 900 hPa (mbar)
Cấp bão (Hoa Kỳ): 145kts - siêu bão CP cấp 5
Cấp bão (Philippines): siêu bão CP.
Cơn bão mạnh nhất vào Hồng Kông trong tháng 10 kể từ năm 1949. Tên bão bị khai tử với lý do như bão Sarika trước đó.

### Bão Meari
Cấp bão (Nhật Bản): 80kts - bão CP. Áp suất 955 hPa (mbar)

Cấp bão (Hoa Kỳ): 90kts - bão CP cấp 2

### Áp thấp nhiệt đới JMA TD 43
Cấp bão (Việt Nam): cấp 6 - ATNĐ.
Cấp bão (Nhật Bản): 30 kts - ATNĐ. Áp suất 1004 mbar (hPa)

Cấp bão (Hoa Kỳ): 20 kts - vùng áp thấp.

### Bão Ma-on
Cấp bão (Nhật Bản): 40kts - bão NĐ. Áp suất 998 hPa (mbar)
Cấp bão (Hoa Kỳ): 35kts - bão NĐ.

### ATNĐ 28W
Cấp bão (Nhật Bản): 25kts - ATNĐ. Áp suất 1008 hPa (mbar)
Cấp bão (Hoa Kỳ): 30kts - ATNĐ.

### Bão Tokage (Marce) - Bão số 9
Cấp bão (VN): Cấp 10 – Bão NĐ dữ dội
Cấp Bão (Nhật Bản): 50 kts - bão NĐ dữ dội. AS: 992 hPa
Cấp bão (Hoa Kỳ): 80 kts - bão CP cấp 1
Cấp bão (Philippines): Bão NĐ.
Hải quân Mỹ về sau nâng bão Tokage lên cấp 1 để tương xứng với sức mạnh của nó.

### Bão Nock-ten (Nina) - Bão số 10
Cấp bão (VN): Cấp 15-16 – Bão cuồng phong
Cấp Bão (Nhật Bản): 105 kts - bão cuồng phong. Áp suất: 915 hPa
Cấp bão (Hoa Kỳ): 140 kts - siêu bão cấp 5
Cấp bão (Philippines): Bão CP.
Ở thời điểm mạnh nhất Nock-ten đã có sức gió lên đến 260 km/h (1 phút) trở thành cơn bão mạnh nhất trong thời điểm Giáng sinh từng ghi nhận được. Đây là cơn bão cuối cùng của năm 2016.

### Các xoáy thuận khác
- Ngày 27/7/2016 2 ATNĐ yếu ở phía Nam Nhật Bản.[23][24]
- 6/8/2016 1 ATNĐ ở Đài Loan.[25]
- 10/8/2016 1 ATNĐ ở biển Hoa Đông, đổ bộ vào Đài Loan và Đông Nam Trung Quốc.[26][27][28][29][30] 12/8/2016 cũng có 1 ATNĐ ở Đài Loan.[31]
- 17/8/2016 1 ATNĐ ở bắc đảo Mariana.[32]
- 24/8/2016 1 ATNĐ trên biển Đông.[33] Cùng với đó là 1 ATNĐ khác ở đông bắc Đảo Mariana.[34]
- 30/8/2016 1 ATNĐ ở đảo Wake.[35][36]
- 15/10/2016 1 ATNĐ vượt đường đổi ngày quốc tế đi vào TBTBD.[37][38]
- 1/11/2016 1 ATNĐ trên đảo Mariana
- 3/11/2016 1 ATNĐ trên biển Đông.[39] Áp thấp đổ bộ Bình Thuận-Bà Rịa Vũng Tàu ngày 5/11 và làm chìm tàu ở đảo Phú Quý[40] cũng như kết hợp với rãnh thấp và gió mùa đông bắc gây mưa lũ ở miền Trung từ 30/10 - 6/11/2016.[41][42][43]
- 11/12 1 ATNĐ hình thành trên biển Đông[44] và gây mưa lũ lịch sử ở Nam Trung Bộ.[45]
- 27/12 1 ATNĐ gần Chuck và tan luôn.[46]

## Tên gọi của bão

### Tên quốc tế
Các xoáy thuận nhiệt đới được đặt tên theo danh sách bên dưới do Trung tâm Khí tượng Chuyên ngành Khu vực ở Tokyo, Nhật Bản, khi một xoáy thuận đạt đến cường độ bão nhiệt đới. Các tên gọi do các thành viên của ESCAP/WMO Typhoon Committee đề xuất. Mỗi nước trong số 14 nước và vùng lãnh thổ thành viên đưa ra 10 tên gọi, được sử dụng theo thứ tự ABC, bằng tên tiếng Anh của quốc gia đó. Sau đây là các tên gọi dự kiến sẽ đặt tên cho các cơn bão năm 2016
| - Nepartak (1601) - Lupit (1602) - Mirinae (1603) - Nida (1604) - Omais (1605) - Conson (1606) | - Chanthu (1607) - Dianmu (1608) - Mindulle (1609) - Lionrock (1610) - Kompasu (1611) - Namtheun (1612) | - Malou (1613) - Meranti (1614) - Rai (1615) - Malakas (1616) - Megi (1617 - Chaba (1618) | - Aere (1619) - Songda (1620) - Sarika (1621) - Haima (1622) - Meari (1623) - Ma-on (1624) | - Tokage (1625) - Nock-ten (1626) |  |

### Tên địa phương của Philippines

Khi một xoáy thuận nhiệt đới đi vào khu vực PAGASA theo dõi sẽ được đặt tên bằng danh sách tên bão riêng của họ

Cục quản lý Thiên văn, Địa vật lý và Khí quyển Philippines (PAGASA) sử dụng danh sách tên bão riêng của họ để đặt cho một xoáy thuận nhiệt đới khi nó đi vào khu vực theo dõi của họ. PAGASA đặt tên cho áp thấp nhiệt đới đã hình thành trong khu vực theo dõi của họ và những xoáy thuận nhiệt đới di chuyển vào khu vực theo dõi của họ. Nếu danh sách các tên trong năm đó bị sử dụng hết, tên sẽ được lấy từ một danh sách phụ trợ, và danh sách tên bão sẽ được đưa ra trước khi mùa bão bắt đầu. Tên còn lập lại (chưa bị khai tử) từ danh sách này sẽ được sử dụng một lần nữa trong mùa bão năm 2020. Đây là danh sách tương tự được sử dụng trong mùa bão 2012, với ngoại lệ có Pepito thay thế Pablo.
| - Ambo - Butchoy (1601) - Carina (1604) - Dindo (1610) - Enteng (1612) | - Ferdie (1614) - Gener (1616) - Helen (1617) - Igme (1618) - Julian (1619) | - Karen (1621) - Lawin (1622) - Marce (1625) - Nina (1626) - Ofel (chưa sử dụng) | - Pepito (chưa sử dụng) - Quinta (chưa sử dụng) - Rolly (chưa sử dụng) - Siony (chưa sử dụng) - Tonyo (chưa sử dụng) | - Ulysses (chưa sử dụng) - Vicky (chưa sử dụng) - Warren (chưa sử dụng) - Yoyong (chưa sử dụng) - Zosimo (chưa sử dụng) |

Danh sách phụ trợ

| - Alakdan (chưa sử dụng) - Baldo (chưa sử dụng) | - Clara (chưa sử dụng) - Dencio (chưa sử dụng) | - Estong (chưa sử dụng) - Felipe (chưa sử dụng) | - Gardo (chưa sử dụng) - Heling (chưa sử dụng) | - Ismael (chưa sử dụng) - Julio (chưa sử dụng) |

### Số hiệu cơn bão tại Việt Nam
Do hệ quả của quá trình chuyển pha từ El Nino mạnh sang La Nina yếu, năm 2016, bão và ATNĐ trên biển Đông hoạt động rất mạnh với 18 cơn bão và ATNĐ (bao gồm 1 ATNĐ không chính thức do bão Aere suy yếu mạnh lên trở lại), nhiều hơn hẳn so với TBNN (12 cơn) và so với dự báo ban đầu (10 cơn), chỉ đứng sau năm 2013 về số lượng (thua 1 cơn), hơn năm 1964 (17 cơn); hơn tổng số bão và ATNĐ 2 năm 2014, 2015 cộng lại (14 cơn). Năm 2016, trên BĐ có 10 cơn bão (hơn TBNN 1 cơn) và 8 ATNĐ (nhiều hơn hẳn TBNN). Trong năm, những cơn bão hoạt động trên biển Đông chủ yếu đổ bộ vào Bắc Bộ và miền Nam Trung Quốc. Chỉ có 1 cơn (Rai) đổ bộ vào Quảng Nam. Trong khi đó, số lượng ATNĐ lại chủ yếu tập trung ở Trung Bộ (3 cơn), cả ba cơn này cùng với hoàn lưu bão Tokage suy yếu đã gây tổng cộng 5 đợt mưa lũ cho miền Trung và Tây Nguyên từ tháng 10 - 12 năm 2016, gây tổng thiệt hại lên đến 8573 tỷ đồng (381 triệu USD). Nhìn chung, thiên tai năm 2016 ở VN đã gây thiệt hại 37650 tỷ đồng (1,7 tỷ USD), hơn hẳn năm 2013. Thời tiết cũng như là mùa mưa bão 2016 ở Việt Nam khá giống năm 1983.
Dưới đây là các cơn bão đã được Trung tâm Dự báo Khí tượng Thủy văn Việt Nam đặt số hiệu trong năm 2016 (kèm vùng đổ bộ).
| - Bão số 1 (Mirinae) (đổ bộ phía Bắc tỉnh Ninh Bình) - Bão số 2 (Nida) (đổ bộ Nam Trung Quốc) - Bão số 3 (Dianmu) (đổ bộ phía Nam Hải Phòng) - Bão số 4 (Rai) (đổ bộ phía Bắc Quảng Ngãi) - Bão số 5 (Meranti) (đổ bộ Phúc Kiến -Trung Quốc) - Bão số 6 (Aere) (không ảnh hưởng, ATNĐ hồi sinh từ bão vào Thừa Thiên-Huế) - Bão số 7 (Sarika) (đổ bộ Nam Trung Quốc, sượt qua biên giới Móng Cái-Quảng Tây) - Bão số 8 (Haima) (đổ bộ Nam Trung Quốc) - Bão số 9 (Tokage) (tan ở giữa biển Đông) - Bão số 10 (Nock-ten) (tan ở Nam Biển Đông) |

Ngoài ra còn 2 ATNĐ khác đều đổ bộ vào Bình Thuận ngày 5/11 và 13/12.

## Tác động và thiệt hại
Bảng dưới đây trình bày tất cả các xoáy thuận nhiệt đới hình thành trong mùa bão Tây Bắc Thái Bình Dương 2016. Trong đó bao gồm quãng thời gian hoạt động, tên bão, những khu vực chịu ảnh hưởng, cường độ (vận tốc gió duy trì 10 phút và áp suất), thiệt hại, và số người chết. Số người chết trong ngoặc (nếu có) là bổ sung và gián tiếp (một ví dụ về trường hợp chết gián tiếp do bão là tai nạn giao thông), nhưng vẫn liên quan đến cơn bão. Tổng thiệt hại về người và vật chất bao gồm cả khi cơn bão là một hệ thống ngoại nhiệt đới, một sóng nhiệt đới, hay một vùng thấp, và tất cả số liệu được tính bằng USD 2016.
- Ghi chú: Những cơn bão Không nơi nào ảnh hưởng viết tắt là chữ KAH.

| 01W                         | 26 – 27 tháng 5             | Áp thấp nhiệt đới    | 45  | 998  | Trung Quốc                                                     | Không rõ | 0   |  |
| ATNĐ                        | 23 – 25 tháng 6             | Áp thấp nhiệt đới    | 55  | 1006 | KAH                                                            | 0        | 0   |  |
| Ambo                        | 26 – 28 tháng 6             | Áp thấp nhiệt đới    | 55  | 1004 | Philippines                                                    | 0        | 0   |  |
| Nepartak (Butchoy)          | 2 – 10 tháng 7              | Bão cuồng phong      | 205 | 900  | Philippines, Đài Loan, Trung Quốc                              | 1520     | 86  |  |
| Lupit                       | 22 – 24 tháng 7             | Bão nhiệt đới        | 75  | 1000 | KAH                                                            | 0        | 0   |  |
| Mirinae (bão số 1)          | 25 – 28 tháng 7             | Bão nhiệt đới dữ dội | 100 | 980  | Trung Quốc, Việt Nam, Lào                                      | 289      | 5   |  |
| ATNĐ                        | 27 tháng 7                  | Áp thấp nhiệt đới    | 45  | 1006 | KAH                                                            | 0        | 0   |  |
| ATNĐ                        | 27 – 28 tháng 6             | Áp thấp nhiệt đới    | 45  | 1008 | KAH                                                            | 0        | 0   |  |
| Nida (Carina – bão số 2)    | 29 tháng 7 – 3 tháng 8      | Bão nhiệt đới dữ dội | 110 | 975  | Philippines, Đài Loan, Hồng Kông, Trung Quốc, Việt Nam, Lào    | 89       | 4   |  |
| Omais                       | 2 – 9 tháng 8               | Bão nhiệt đới dữ dội | 110 | 975  | Nhật Bản, Viễn Đông Nga                                        | 0        | 0   |  |
| ATNĐ                        | 6 – 9 tháng 8               | Áp thấp nhiệt đới    | 45  | 998  | Trung Quốc                                                     | 0        | 0   |  |
| Conson                      | 7 – 14 tháng 8              | Bão nhiệt đới        | 85  | 985  | Nhật Bản, Viễn Đông Nga                                        | 0        | 0   |  |
| ATNĐ                        | 10 – 12 tháng 8             | Áp thấp nhiệt đới    | 45  | 1000 | Đài Loan, Trung Quốc                                           | 0        | 0   |  |
| Chanthu                     | 12 – 17 tháng 8             | Bão nhiệt đới dữ dội | 100 | 980  | Nhật Bản, Viễn Đông Nga                                        | 0        | 0   |  |
| ATNĐ                        | 12 – 13 tháng 8             | Áp thấp nhiệt đới    | 45  | 1002 | Đài Loan, Trung Quốc                                           | 0        | 0   |  |
| Dianmu (bão số 3)           | 15 – 20 tháng 8             | Bão nhiệt đới        | 75  | 980  | Trung Quốc, Việt Nam, Lào, Myanmar, Bangladesh                 | 6.9      | 9   |  |
| ATNĐ                        | 16 tháng 8                  | Áp thấp nhiệt đới    | 45  | 998  | KAH                                                            | 0        | 0   |  |
| Mindulle                    | 17 – 23 tháng 8             | Bão cuồng phong      | 120 | 975  | Nhật Bản, Viễn Đông Nga                                        | K rõ     | 2   |  |
| Lionrock (Dindo)            | 17 – 30 tháng 8             | Bão cuồng phong      | 165 | 940  | Nhật Bản, Hàn Quốc, Triều Tiên, Viễn Đông Nga, Trung Quốc      | 263      | 163 |  |
| ATNĐ                        | 18 tháng 8                  | Áp thấp nhiệt đới    | 45  | 1000 | KAH                                                            | 0        | 0   |  |
| Kompasu                     | 18 – 21 tháng 8             | Bão nhiệt đới        | 65  | 994  | Nhật Bản, Viễn Đông Nga                                        | 0        | 1   |  |
| 14W                         | 23 – 24 tháng 8             | Áp thấp nhiệt đới    | 55  | 1000 | KAH                                                            | 0        | 0   |  |
| ATNĐ                        | 24 tháng 8                  | Áp thấp nhiệt đới    | 45  | 1002 | KAH                                                            | 0        | 0   |  |
| ATNĐ                        | 24 tháng 8                  | Áp thấp nhiệt đới    | 45  | 1004 | KAH                                                            | 0        | 0   |  |
| ATNĐ                        | 25 tháng 8                  | Áp thấp nhiệt đới    | 45  | 1002 | KAH                                                            | 0        | 0   |  |
| ATNĐ                        | 27 tháng 8                  | Áp thấp nhiệt đới    | 45  | 1006 | KAH                                                            | 0        | 0   |  |
| ATNĐ                        | 30 tháng 8                  | Áp thấp nhiệt đới    | 45  | 1004 | KAH                                                            | 0        | 0   |  |
| Namthuen (Enteng)           | 1 – 5 tháng 9               | Bão cuồng phong      | 140 | 955  | Nhật Bản                                                       | K rõ     | 0   |  |
| Malou                       | 5 – 7 tháng 9               | Bão nhiệt đới        | 75  | 1000 | Nhật Bản                                                       | 0        | 0   |  |
| Meranti (Ferdie – bão số 5) | 8 – 16 tháng 9              | Bão cuồng phong      | 220 | 890  | Philippines, Đài Loan, Trung Quốc                              | 2630     | 30  |  |
| 17W                         | 11 – 12 tháng 9             | Áp thấp nhiệt đới    | 55  | 1000 | KAH                                                            | 0        | 0   |  |
| Rai (bão số 4)              | 11 – 14 tháng 9             | Bão nhiệt đới        | 65  | 996  | Việt Nam, Lào, Campuchia, Thái Lan                             | 37.3     | 12  |  |
| Malakas (Gener)             | 12 – 20 tháng 9             | Bão cuồng phong      | 175 | 930  | Đài Loan, Nhật Bản                                             | K rõ     | 1   |  |
| Megi (Helen)                | 21 tháng 9 – 29 tháng 9     | Bão cuồng phong      | 155 | 940  | Philippines, Đài Loan, Trung Quốc, Quần đảo Caroline và Ryukyu | 945      | 24  |  |
| Chaba (Igme)                | 26 tháng 9 – 5 tháng 10     | Bão cuồng phong      | 215 | 905  | Quần đảo Mariana, Nhật Bản, Hàn Quốc                           | 18.3     | 7   |  |
| Aere (Julian – bão số 6)    | 4 tháng 10 – 14 tháng 10    | Bão nhiệt đới dữ dội | 110 | 975  | Philippines, Đài Loan, Trung Quốc, Việt Nam, Lào, Thái Lan     | rất lớn  | 11  |  |
| Songda                      | 4 tháng 10 – 13 tháng 10    | Bão cuồng phong      | 185 | 925  | KAH                                                            | 0        | 0   |  |
| Sarika                      | 11 tháng 10 – đang HĐ       | Bão cuồng phong      | 175 | 935  | Philippines,Trung Quốc,Việt Nam                                | 1.1      | 0   |  |
| Haima                       | 13 tháng 10 – đang HĐ       | Bão cuồng phong      | 120 | 970  | Yap                                                            | 0        | 0   |  |
| ATNĐ                        | 15 tháng 10 - 16 tháng 10   | Áp thấp nhiệt đới    | 45  | 1008 | KAH                                                            | 0        | 0   |  |
| Tổng hợp mùa bão            |                             |                      |     |      |                                                                |          |     |  |
| 3 XTNĐ                      | 26 tháng 5 – đang hoạt động |                      | 220 | 890  | '                                                              | 5800     | 355 |  |